# Шарма (река, впадает в Рыбинское водохранилище)
Шарма — река в России, протекает по Череповецкому району Вологодской области. Исток реки находится в ненаселённом елово-берёзовом лесу. Река течёт, в основном, на юго запад. В среднем и нижнем течении на берегах реки ряд деревень: Конятино, Нянькино, Кодино, Фролово, Григорьевское, около устья — Павлоково, здесь реку пересекает автодорога Р104 Пошехонье-Череповец. Устье реки находится в Рыбинском водохранилище. Длина реки составляет 22 км.
Каргач — правый приток, длиной около 3 км, протекает через деревню Малая Новинка. Устье находится между деревнями Фролово и Григорьевское.

## Данные водного реестра
По данным государственного водного реестра России относится к Верхневолжскому бассейновому округу, водохозяйственный участок реки — Рыбинское водохранилище до Рыбинского гидроузла и впадающие в него реки, без рек Молога, Суда и Шексна от истока до Шекснинского гидроузла, речной подбассейн реки — Реки бассейна Рыбинского водохранилища. Речной бассейн реки — (Верхняя) Волга до Куйбышевского водохранилища (без бассейна Оки).
Код объекта в государственном водном реестре — 08010200412110000009694.

## Топографические карты
- Лист карты O-37-41 Мякса. Масштаб: 1 : 100 000. Издание 1979 г.
- Лист карты O-37-42 Гаютино. Масштаб: 1 : 100 000. Издание 1979 г.